# Grigorij Uljanov
Grigorij Karpovitj Uljanov (ryska: Григорий Карпович Ульянов), född 25 september 1864 i Kuzjaevo Kuznetskogo i guvernementet Saratov, död 23 januari 1943, var en rysk politiker.
Uljanov blev skollärare och invaldes 1906 i första duman, i vilken han stiftade trudovikernas parti, till vars vänstra flygel han hörde. Efter dumans upplösning deltog han i utfärdandet av manifestet i Viborg och utgav en politisk broschyr till sina valmän 1907.